# Baños de Nemea
Los Baños de Nemea son unos baños para atletas en el santuario panhelénico de Nemea en la Argólida. Los baños se encuentran en la parte más meridional del complejo helenístico. Se encuentran directamente al oeste del Jenón, de fecha similar, que servía de alojamiento a los atletas.

## Datación del yacimiento
Aunque el santuario existe desde la época arcaica, se cree que las termas se construyeron en el siglo IV a. C. Esta aproximada fecha se propuso por primera vez durante las excavaciones de 1926, dada la posición del yacimiento. Hallazgos posteriores parecen sugerir que la construcción de las termas formaba parte de un programa de monumentalización más amplio del siglo IV a. C. Un acueducto adyacente del siglo IV a. C. que no parece alimentar los baños apoya aún más la datación posterior al siglo IV a. C. Además, una pequeña zanja clásica sugiere la existencia de un baño anterior en el mismo lugar. La cerámica de los cimientos también parece corresponder al siglo IV a. C.

## Descripción física
Los baños propiamente dichos están divididos en un ala oeste con una serie de lavabos y un ala este con una bañera abierta, ambas elevadas y accesibles bajo un tramo de escaleras. Bajo estas escaleras, una tubería de terracota servía para evacuar el agua a un pequeño compartimento y luego al río. El origen del agua es objeto de controversia y las pruebas arqueológicas aún no han dado una respuesta definitiva. Se especula que procedía de un acueducto aún desconocido. Se conservan canales y depósitos para dirigirlos a los baños, lo que sugiere un sistema más complicado que el de suministro directo. Una de las hipótesis es que el agua se calentaba al sol antes de ser utilizada en los baños, o simplemente para controlar la temperatura.

## Función
Junto con el Jenón, los baños servían de recreo a los atletas durante los Juegos Nemeos. Las piletas individuales del ala oeste son típicas de los baños griegos del siglo IV a. C.y similares a las de los yacimientos de Eretria y Corinto.
Lo más probable es que sirvieran de baño personal a los atletas durante los juegos. La bañera circular de inmersión del ala este es una de las cuatro que existen en Grecia. Más que una pila individual, parecen tener una función de baño colectivo. Curiosamente, los cuatro baños de inmersión que existen se han hallado en emplazamientos atléticos panhelénicos. Lo más probable es que sirvieran de baño personal a los atletas durante los juegos. La bañera circular de inmersión del ala este es una de las cuatro que existen en Grecia. Más que una pila individual, parecen tener una función de baño colectivo. Curiosamente, los cuatro baños de inmersión que existen se han hallado en emplazamientos atléticos panhelénicos.Su función no está del todo clara, pero parece que tenían algún uso ritual o quizá práctico exclusivo de los Juegos Panhelénicos, pues de lo contrario serían más comunes en los emplazamientos atléticos.

## Desuso e historia posterior
Los baños parecen haber sido utilizados en el siglo I d. C. como lo demuestra una capa de limo. El abandono es anterior al final de los Juegos Nemeos del 275 d. C., lo que quizá sugiere el declive general del lugar. Hasta el final del contexto pagano del yacimiento, este sirvió como basurero. Los primeros cristianos convirtieron el templo de Zeus en una basílica en el siglo V y utilizaron la cámara abierta de la casa de baños como depósito de difuntos; hasta ahora se han encontrado tres enterramientos.

## Texto de título
- Datos: Q48988139